# Tóth László (festő, 1869–1895)
Tóth László (Pest, 1869. július 15. – Frankfurt am Main, 1895. május 27.) magyar festő.

## Pályafutása
Tanulmányait a budapesti Mintarajziskolában kezdte. 1887-ben, 18 évesen Münchenben képezte magát tovább Hollósy Simonnál, majd neki köszönhetően öt éven át a Képzőművészeti Akadémián, ahol tanárai Gabriel von Hackl és Liezen-Mayer Sándor voltak.
Legelső képe egy szegény, nyomorúságos árva család életét ábrázolta. Ezt követően természettanulmányokat festett. Orvosa tanácsára kereste fel Olaszországot, ahol több nagyvárosban megfordult. Végigjárta Velencétől Palermóig, dolgozott Firenzében és Rómában, itt toszkánai tájképeket és akvarelleket festett. Összességében néhány száz vázlatot, tanulmányt készített két esztendő alatt.
Első kiállítását 1888-ban rendezte a Műcsarnokban, ebben az időben Nagybányán működött. Az 1890-es téli kiállításon A műteremben című képét Hadik Endre vásárolta meg.
1894-ben Rökk Szilárd-díjat kapott Szépség, pénz, szellem című triptychonjával, amelyet a Magyar Nemzeti Galéria őriz. Ezt követően megházasodott és visszatért Rómába, ez a tartózkodása azonban rövidre sikeredett. Megbetegedett és visszatért Budapestre, majd egy szanatóriumba, a gégevizenyő miatt. Itt, Frankfurt am Mainban halt meg 1895. május 27-én.
Felesége Minich Ida (1866-1940) festőnő (később Lyka Károly felesége) volt, egy kislányuk született, Jerne (később Moll Szilárdné), aki mindössze két hónaposan veszítette el édesapját. Hazaszállítása után a Kerepesi úti temetőben temették el.

A Szépség, pénz, szellem (1894)
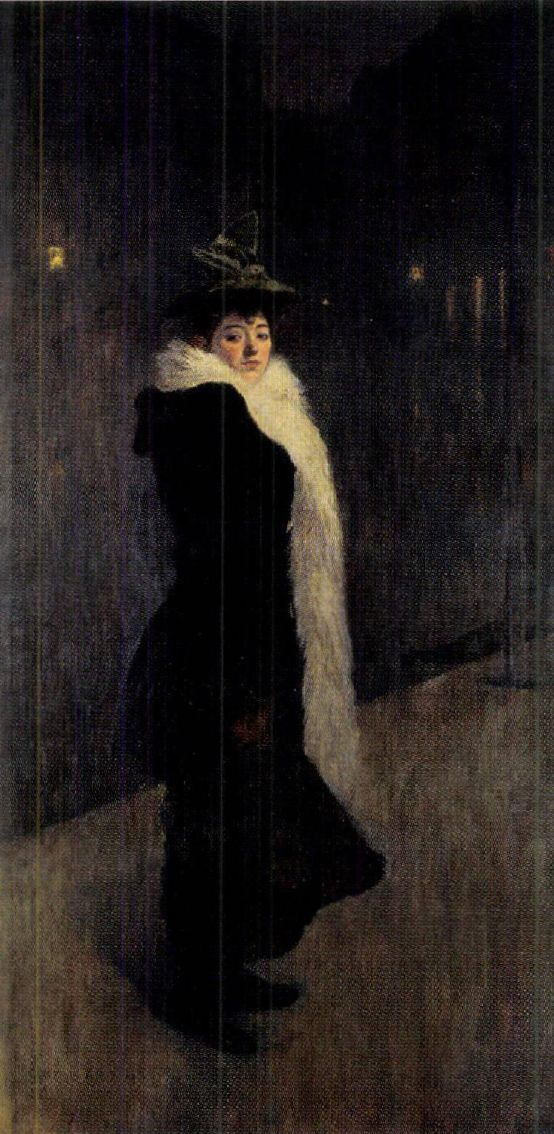
Szépség
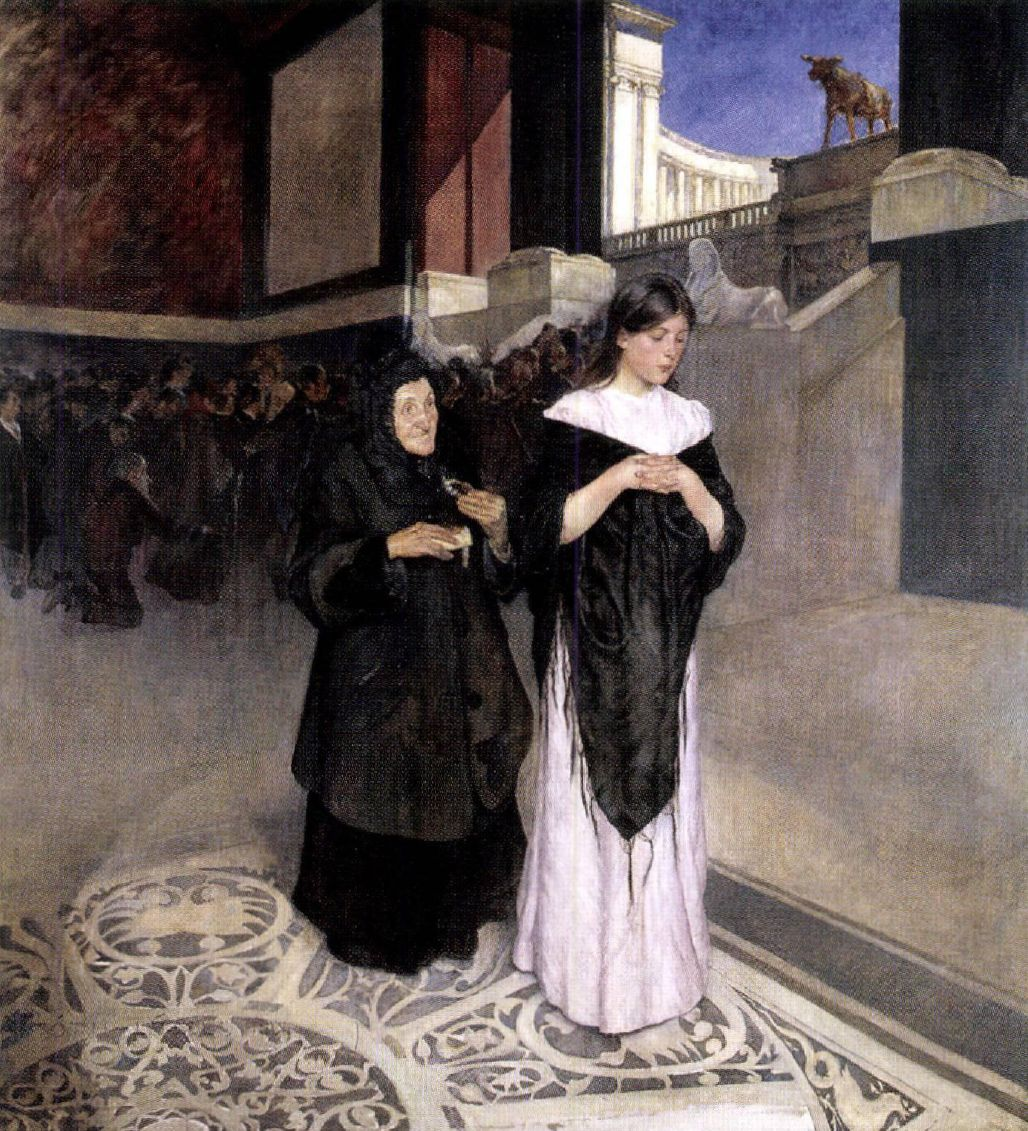
Pénz
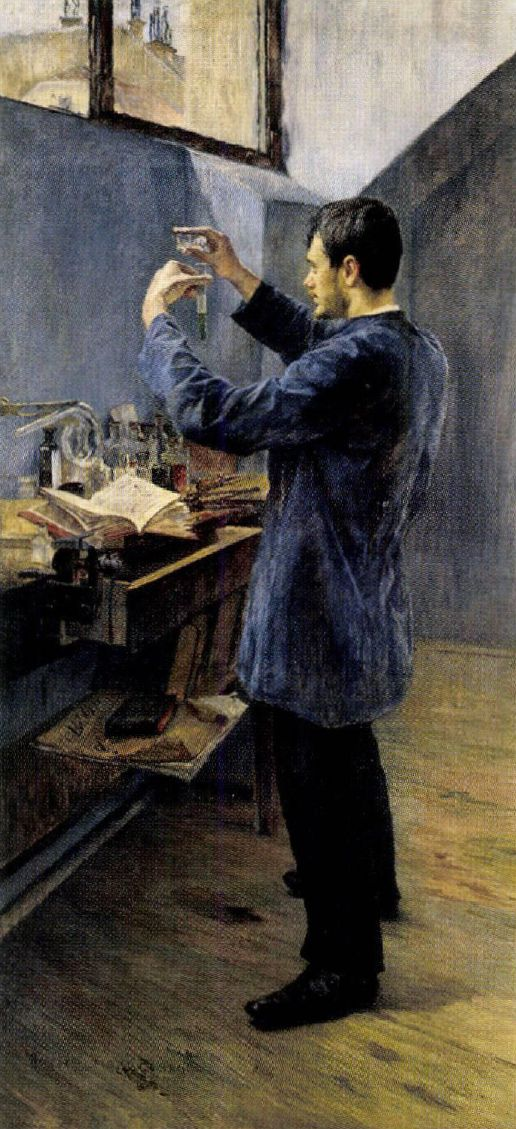
Szellem